# Sbor dobrovolných hasičů Žulová
Sbor dobrovolných hasičů Žulová, celým názvem SH ČMS - Sbor dobrovolných hasičů Žulová, je pobočný spolek Sdružení hasičů Čech, Moravy a Slezska v Žulové v okrese Jeseník. Poskytuje nezbytnou pomoc v mnoha krizových situacích, včetně technických zásahů a pomoci při povodních.
Zajišťování bezpečnosti a ochrany obyvatel a majetku je hlavním úkolem sboru. Zároveň však jeho členové působí jako první pomoc při haváriích a technických zásazích, jsou také často povoláni k zásahům při povodních nebo jiných přírodních katastrofách.

## Historie
Sbor byl založen roku 1879 jako zcela dobrovolný. Krátce po založení, 18. května 1879, se sbor připojil k podpůrnému fondu slezských hasičských sborů. K tomu tehdy patřilo 28 z 37 existujících dobrovolných hasičských sborů ve Slezsku. Původně ve sboru od jeho založení až do konce druhé světové války sloužili pouze občané německé menšiny (Žulová tehdy byla součástí Sudet). Po hromadném odsunu Němců však byli všichni původní členové nahrazeni Čechy.
V prvních letech fungování se sboru podařilo zbudovat hasičskou zbrojnici v ceně 600 zlatých. Co se týče techniky, v roce 1882 odsouhlasil Slezský zemský sněm, i vzhledem k vytíženosti a finančním potřebám sboru, dotaci 200 zlatých na nákup stříkačky. Od roku 1890 měl sbor již dvě hasičské stříkačky: klasickou a parní, které byly na potřebné místo dopravované koňským spřežením. První velká akce, kde sbor zasahoval[zdroj?] byl rozsáhlý požár v Žulové (tehdy ještě německým názvem Friedebergu) na tehdejším Josefovském náměstí, ke kterému došlo 4. září 1891. Původně hořelo jen v jednom domě, ale požár se rozšířil i na dalších sedm domů.

## Jednotka
Dobrovolný hasičský sbor ze Žulové je součástí Integrovaného záchranného systému a je označen jako JPO II/1.

## Vozový park

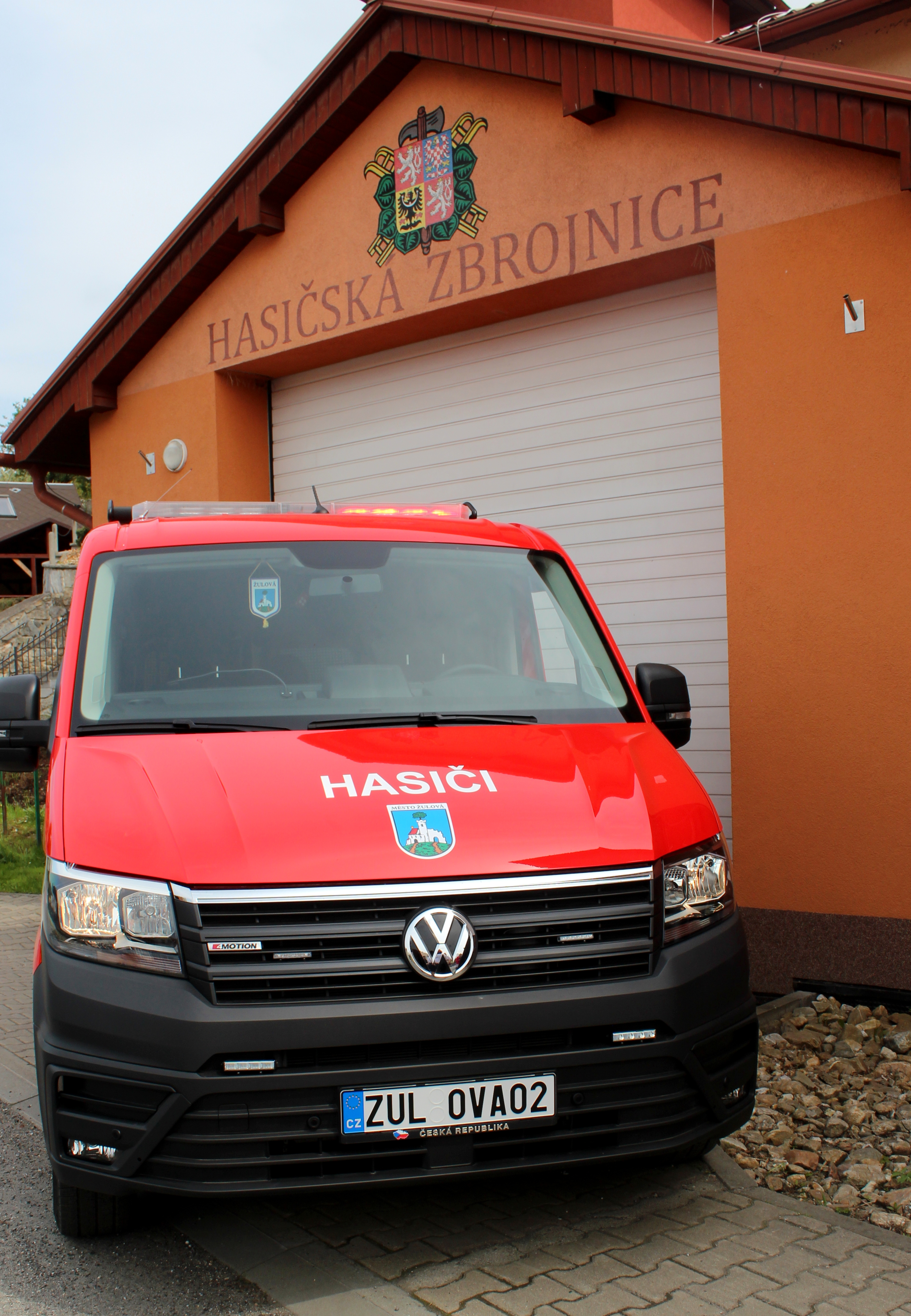
DA VW Crafter 4X4 a nová hasičská zbrojnice Žulová

- CAS 25 T815 4x4 získaná po Hasičském záchranném sboru ČR Jeseník v roce 2008
- DA VW Crafter 4X4.[7]

## Projekt Cisterna
SDH Žulová v roce 2021 iniciovalo projekt Cisterna, jehož cílem bylo získání finančních prostředků na koupi nové cisterny. Prostředky byly získávány prostřednictvím prodeje vlastních kalendářů pro rok 2024. Projekt podpořily nejen okolní SDH a firmy zapůjčením techniky k vytvoření kalendáře, ale také vizážistka a kadeřnice přípravou modelek. SDH Žulová získalo podporu také od regionální televize, webových stránek věnujících se informacím z oblasti Šumperska a Jesenicka. Projekt Cisterna podpořily také stránky věnující se hasičství.